# Eduardo Jardón Ron
Eduardo Jardón Ron (3. listopada 1914.) je bivši španjolski hokejaš na travi. 
Na hokejaškom turniru na Olimpijskim igrama 1948. u Londonu je igrao za Španjolsku, zajedno s braćom Fernandom i Franciscom. Odigrao je jedan susret.

## Vanjske poveznice
- (šp.) Španjolski olimpijski odbor  Arhivirana inačica izvorne stranice od 4. ožujka 2016. (Wayback Machine) Profil
- Profil na Sports-Reference.com  Arhivirana inačica izvorne stranice od 5. srpnja 2009. (Wayback Machine)